# Cas Wolters
Cas Wolters (Roermond, 27 juli 1995) is een Nederlands (televisie)bakker en televisiepersoonlijkheid. Hij werd bekend dankzij zijn deelname aan de televisieprogramma's Heel Holland Bakt en Heel Holland Bakt Nog een keer.

## Biografie
Wolters is op jonge leeftijd doof geworden. Hij heeft onderwijs gevolgd op een school voor doven en slechthorenden. Na de middelbare school maakte hij in 2016 een start aan de hbo-opleiding leerkracht basisonderwijs (pabo). Na zijn afstuderen is Cas gaan werken op basisschool 't Mozaïek in Roermond.
In 2018 deed hij mee aan het televisieprogramma Heel Holland Bakt, waarbij hij terzijde werd gestaan door een gebarentolk. Hij won het programma niet. In 2021 deed hij opnieuw mee in de special Heel Holland Bakt Nog een keer, waarin hij de tweede plaats behaalde met zijn locomotief van nougatine.
Wolters werd tevens gevraagd voor bijdragen aan onder andere Het Sinterklaasjournaal en Hands-UP, en speelde een bijrol in 2020 in The Passion. Voor Omroep MAX werkte hij mee aan het programma Bak mee met MAX. Verder is Wolters regelmatig te gast bij Tijd voor Max. Ook kreeg hij in 2019 een eigen zomerserie bij de lokale omroep L1. In deze serie bakte hij samen met mensen die, net als Cas, een beperking hadden maar zich hierdoor niet lieten weerhouden hun dromen na te jagen. Dit waren mensen met zowel lichamelijke als geestelijke beperkingen. In de zomer van 2024 keert de serie terug met nieuwe afleveringen.
Na Heel Holland Bakt begon Wolters een eigen bakbedrijf. Binnen dit bedrijf verzorgt hij voornamelijk (bak)workshops. Op zaterdag 20 mei 2023 opende Marianne Smitsmans, wethouder van de gemeente Roermond, samen met culinair journalist Janny van der Heijden De Bakhal van Cas in Roermond.

## Privé
Wolters groeide op in het Limburgse gehucht Lerop. In 2021 verhuisde hij naar Roermond waar Wolters samenwoont met zijn vriend Lars.

## Filmografie
In 2023 maakte Wolters zijn filmdebuut in de telefilm Okédoeibedankt. De film speelt start een doveninternaat waar Cas een van de begeleiders speelt. Gebarentaal speelt een belangrijke rol in deze film. De film werd uitgezonden op 1 januari 2023 door BNNVARA.

## Prijzen
In 2022 won Cas Wolters een Ctalents Diamond Award in de categorie: Uitblinker, omdat hij ondanks zijn auditieve  beperking laat zien dat er mogelijkheden zijn op de arbeidsmarkt.